# 基督教人文主义
基督教人文主义，又称基督教人道主义，其认为人的尊严、个人自由和人类幸福至上等人文主义原则是必不可少的，并且与耶稣的教导相容。人文主义价值观的理由即上帝创造了自由并值得他爱的人类。